# Wojciech Iłowski
Wojciech Iłowski herbu Prawdzic – kasztelan wiski w latach 1625–1633, podkomorzy wiski w latach 1603–1625.
Syn Krzysztofa i Apolonii Kotowiczówny. Dwukrotnie żonaty: z Jadwigą Jałbrzykowską i Katarzyną Zamoyską,  miał synów: Pawła i Jakuba.
Studiował w Krakowie w 1593 roku.